# Rot-Weiss Essen 1979-1980
Questa voce raccoglie le informazioni riguardanti il Rot-Weiss Essen nelle competizioni ufficiali della stagione 1979-1980.

## Stagione
Nella stagione 1979-1980 il Rot Weiss Essen, allenato da Rolf Schafstall, concluse il campionato di 2. Bundesliga al 2º posto. In Coppa di Germania il Rot Weiss Essen fu eliminato al secondo turno dal Borussia M'gladbach.

## Rosa
| N. |                     | Ruolo | Calciatore                 |
| -- | ------------------- | ----- | -------------------------- |
|    | Germania (bandiera) | P     | Fritz Herrndorf            |
|    | Germania (bandiera) | P     | Detlef Schneider           |
|    | Germania (bandiera) | D     | Eckhard Berlau-Kirschstein |
|    | Germania (bandiera) | D     | Karl-Heinz Gundersdorff    |
|    | Germania (bandiera) | D     | Matthias Herget            |
|    | Germania (bandiera) | D     | Dietmar Klinger            |
|    | Serbia (bandiera)   | D     | Vlado Saric                |
|    | Germania (bandiera) | D     | Detlef Wiemers             |
|    | Germania (bandiera) | C     | Dieter Bartel              |
|    | Germania (bandiera) | C     | Siegfried Bönighausen      |

| N. |                        | Ruolo | Calciatore          |
| -- | ---------------------- | ----- | ------------------- |
|    | Germania (bandiera)    | C     | Detlef Drescher     |
|    | Germania (bandiera)    | C     | Jürgen Kaminsky     |
|    | Germania (bandiera)    | C     | Manfred Mannebach   |
|    | Germania (bandiera)    | A     | Frank Beyer         |
|    | Germania (bandiera)    | A     | Karl-Heinz Diemand  |
|    | Germania (bandiera)    | A     | Urban Klausmann     |
|    | Paesi Bassi (bandiera) | A     | Willi Lippens       |
|    | Germania (bandiera)    | A     | Karlheinz Meininger |
|    | Germania (bandiera)    | A     | Frank Mill          |
|    | Germania (bandiera)    | A     | Jürgen Sekula       |

## Organigramma societario
Area tecnica
- Allenatore: Rolf Schafstall
- Allenatore in seconda:
- Preparatore dei portieri:
- Preparatori atletici:

## Calciomercato

### Sessione estiva
| Acquisti | Acquisti      | Acquisti       | Acquisti |
| R.       | Nome          | da             | Modalità |
| -------- | ------------- | -------------- | -------- |
| A        | Willi Lippens | Dallas Tornado |          |

| Cessioni | Cessioni           | Cessioni          | Cessioni |
| R.       | Nome               | a                 | Modalità |
| -------- | ------------------ | ----------------- | -------- |
| C        | Peter Ehmke        | Uerdingen 05      |          |
| D        | Hartmut Huhse      | Rochester Lancers |          |
| C        | Wolfgang Patzke    | Wattenscheid 09   |          |
| D        | Gerd Wieczorkowski | San Diego Sockers |          |

### Sessione invernale
| Acquisti | Acquisti | Acquisti | Acquisti |
| R.       | Nome     | da       | Modalità |
| -------- | -------- | -------- | -------- |

| Cessioni | Cessioni | Cessioni | Cessioni |
| R.       | Nome     | a        | Modalità |
| -------- | -------- | -------- | -------- |

## Risultati

### 2. Bundesliga

#### Girone di andata
| Essen 29 luglio 1979 1ª giornata | Rot-Weiss Essen | 0 – 0 referto | Fortuna Colonia | Georg-Melches-Stadion (7 600 spett.)\| Arbitro: \| Winkler \| |
| Arbitro:                         | Winkler         |               |                 |                                                               |

| Arbitro: | Kohnen |

|                                              |           |             |
| Sackewitz 51’ Klinger 61’ (aut.) Köstner 75’ | Marcatori | 83’ Diemand |

| Arbitro: | Redelfs |

|                                            |           |  |
| Mill 2’, 49’ Diemand 8’ Meininger 14’, 27’ | Marcatori |  |

| Arbitro: | Teichert |

|                                                         |           |                                        |
| Clute-Simon 23’, 47’, 51’, 84’ Kehr 29’, 39’ Stradt 58’ | Marcatori | 10’ Meininger 61’ Klinger 80’ Kaminsky |

| Arbitro: | Eschweiler |

|                                |           |  |
| Bartel 33’ (rig.) Kaminsky 47’ | Marcatori |  |

| Arbitro: | Horeis |

|                                    |           |  |
| Klausmann 80’ (aut.) Laubinger 89’ | Marcatori |  |

| Arbitro: | Assenmacher |

|                                                        |           |                                 |
| Berlau-Kirschstein 14’ Herget 36’ (rig.) Meininger 75’ | Marcatori | 60’ (rig.) Zander 85’ Marsollek |

| Arbitro: | Zittrich |

|                     |           |                                         |
| Grunenberg 57’, 84’ | Marcatori | 35’ Kaminsky 68’, 90’ Herget 73’ Sekula |

| Arbitro: | Brückner |

|                                     |           |                         |
| Mill 22’ Herget 25’, 54’ Bartel 66’ | Marcatori | 24’ Poesger 65’ Mertins |

| Arbitro: | Retzmann |

|               |           |                      |
| Nabrotzki 25’ | Marcatori | 26’, 38’ (rig.) Mill |

| Arbitro: | Vordanz |

|                                              |           |           |
| Mill 11’, 57’, 76’ Lippens 60’ Meininger 85’ | Marcatori | 47’ Allig |

| Arbitro: | Niemann |

|              |           |            |
| Fraßmann 66’ | Marcatori | 86’ Herget |

| Arbitro: | Heitmann |

|                                                             |           |  |
| Lippens 1’, 34’, 40’ Mannebach 29’ Herget 38’ Meininger 60’ | Marcatori |  |

| Arbitro: | Wippker |

|                                          |           |                   |
| Schatzschneider 45’, 54’, 85’ Mrosko 61’ | Marcatori | 86’ (rig.) Herget |

| Arbitro: | Waltert |

|                                                |           |             |
| Drescher 7’, 50’ Lippens 21’ Herget 25’ (rig.) | Marcatori | 34’ Dierßen |

| Arbitro: | Nolte |

|  |           |               |
|  | Marcatori | 85’ Meininger |

| Arbitro: | Teichert |

|          |           |                        |
| Lenz 33’ | Marcatori | 30’ Meininger 81’ Mill |

| Essen 8 dicembre 1979 18ª giornata | Rot-Weiss Essen | 0 – 0 referto | Viktoria Colonia | Georg-Melches-Stadion (5 981 spett.)\| Arbitro: \| Schön \| |
| Arbitro:                           | Schön           |               |                  |                                                             |

| Arbitro: | Filipiak |

|                                |           |                                          |
| Peter 44’ Rothe 77’ Kosien 86’ | Marcatori | 22’, 45’, 70’, 75’ Mill 59’, 89’ Lippens |

#### Girone di ritorno
| Arbitro: | Möller |

|                       |           |          |
| Linßen 9’ Mödrath 78’ | Marcatori | 21’ Mill |

| Arbitro: | Prinz |

|                            |           |                     |
| Herget 48’ Bönighausen 64’ | Marcatori | 28’, 39’ Eilenfeldt |

| Arbitro: | Gabriel |

|             |           |            |
| Kudella 51’ | Marcatori | 26’ Sekula |

| Arbitro: | Milkert |

|                                                            |           |  |
| Drescher 55’ Meininger 58’ Mill 66’ (rig.) Bönighausen 84’ | Marcatori |  |

| Arbitro: | Wippker |

|                             |           |               |
| Bittner 42’ Heddinghaus 52’ | Marcatori | 32’ Meininger |

| Arbitro: | Reichmann |

|                                                        |           |                 |
| Klausmann 5’, 48’ Drescher 22’ Lippens 35’ Diemand 36’ | Marcatori | 74’, 87’ Lorenz |

| Arbitro: | Horstmann |

|  |           |                         |
|  | Marcatori | 20’ Lippens 80’ Diemand |

| Arbitro: | Wahmann |

|                                  |           |                                    |
| Karadžić 39’ (aut.) Kaminsky 75’ | Marcatori | 12’ Schilling 33’, 44’ Stolzenburg |

| Arbitro: | Vordanz |

|  |           |                           |
|  | Marcatori | 80’ Meininger 89’ Diemand |

| Arbitro: | Kohnen |

|                               |           |              |
| Herget 43’ Mannebach 46’, 81’ | Marcatori | 80’ Buhsfeld |

| Arbitro: | Eggers |

|                   |           |                                              |
| Redder 54’ (rig.) | Marcatori | 13’ (rig.) Lippens 52’ Diemand 80’ Meininger |

| Arbitro: | Wiesel |

|                                      |           |  |
| Herget 11’, 43’ (rig.) Mannebach 72’ | Marcatori |  |

| Arbitro: | Roth |

|                         |           |                                 |
| Brexendorf 5’, 33’, 66’ | Marcatori | 37’, 61’ Kaminsky 45’ Meininger |

| Arbitro: | Möller |

|                                      |           |                          |
| Lippens 12’ Herget 14’ Meininger 85’ | Marcatori | 18’, 56’ Schatzschneider |

| Arbitro: | Risse |

|                   |           |                           |
| Diemand 7’ (aut.) | Marcatori | 48’ Lippens 90’ Mannebach |

| Arbitro: | Gabriel |

|                                                  |           |  |
| Lippens 28’ (rig.), 30’ Herget 37’ Mannebach 55’ | Marcatori |  |

| Arbitro: | Wichmann |

|                          |           |  |
| Herget 69’ Mannebach 73’ | Marcatori |  |

| Arbitro: | Milkert |

|                                      |           |               |
| Schmitz 50’ Ochmann 60’ Schonert 78’ | Marcatori | 33’ Mannebach |

| Arbitro: | Heitmann |

|                                    |           |          |
| Klausmann 19’ Wiemers 28’ Mill 50’ | Marcatori | 9’ Leske |

### Coppa di Germania
| Arbitro: | Puchalski |

|                       |           |             |
| Diemand 4’ Bartel 64’ | Marcatori | 43’ Schmitz |

| Arbitro: | Wilhelmi |

|                                                                |           |  |
| Nickel 37’ Berlau-Kirschstein 71’ (aut.) Lienen 81’ Lausen 90’ | Marcatori |  |

## Statistiche

### Statistiche di squadra
| Competizione      | Punti | In casa | In casa | In casa | In casa | In casa | In casa | In trasferta | In trasferta | In trasferta | In trasferta | In trasferta | In trasferta | Totale | Totale | Totale | Totale | Totale | Totale | DR  |
| Competizione      | Punti | G       | V       | N       | P       | Gf      | Gs      | G            | V            | N            | P            | Gf           | Gs           | G      | V      | N      | P      | Gf     | Gs     | DR  |
| ----------------- | ----- | ------- | ------- | ------- | ------- | ------- | ------- | ------------ | ------------ | ------------ | ------------ | ------------ | ------------ | ------ | ------ | ------ | ------ | ------ | ------ | --- |
| 2. Bundesliga     | 54    | 19      | 15      | 3       | 1       | 60      | 17      | 19           | 9            | 3            | 7            | 37           | 37           | 38     | 24     | 6      | 8      | 97     | 54     | +43 |
| Coppa di Germania | -     | 1       | 1       | 0       | 0       | 2       | 1       | 1            | 0            | 0            | 1            | 0            | 4            | 2      | 1      | 0      | 1      | 2      | 5      | -3  |
| Totale            | 54    | 20      | 16      | 3       | 1       | 62      | 18      | 20           | 9            | 3            | 8            | 37           | 41           | 40     | 25     | 6      | 9      | 99     | 59     | +40 |

### Andamento in campionato
| Giornata  | 1  | 2  | 3  | 4  | 5 | 6  | 7  | 8  | 9 | 10 | 11 | 12 | 13 | 14 | 15 | 16 | 17 | 18 | 19 | 20 | 21 | 22 | 23 | 24 | 25 | 26 | 27 | 28 | 29 | 30 | 31 | 32 | 33 | 34 | 35 | 36 | 37 | 38 |
| --------- | -- | -- | -- | -- | - | -- | -- | -- | - | -- | -- | -- | -- | -- | -- | -- | -- | -- | -- | -- | -- | -- | -- | -- | -- | -- | -- | -- | -- | -- | -- | -- | -- | -- | -- | -- | -- | -- |
| Luogo     | C  | T  | C  | T  | C | T  | C  | T  | C | T  | C  | T  | C  | T  | C  | T  | T  | C  | T  | T  | C  | T  | C  | T  | C  | T  | C  | T  | C  | T  | C  | T  | C  | T  | C  | C  | T  | C  |
| Risultato | N  | P  | V  | P  | V | P  | V  | V  | V | V  | V  | N  | V  | P  | V  | V  | V  | N  | V  | P  | N  | N  | V  | P  | V  | V  | P  | V  | V  | V  | V  | N  | V  | V  | V  | V  | P  | V  |
| Posizione | 10 | 14 | 10 | 14 | 9 | 14 | 13 | 10 | 6 | 6  | 4  | 4  | 3  | 4  | 4  | 4  | 3  | 3  | 2  | 5  | 4  | 4  | 4  | 4  | 4  | 4  | 4  | 4  | 3  | 3  | 3  | 3  | 3  | 2  | 2  | 2  | 2  | 2  |

Legenda:

Luogo: C = Casa; T = Trasferta. Risultato: V = Vittoria; N = Pareggio; P = Sconfitta.

### Statistiche dei giocatori
| Giocatore             | 2. Bundesliga | 2. Bundesliga | 2. Bundesliga | 2. Bundesliga | Relegation Bundesliga | Relegation Bundesliga | Relegation Bundesliga | Relegation Bundesliga | Coppa di Germania | Coppa di Germania | Coppa di Germania | Coppa di Germania | Totale   | Totale | Totale      | Totale     |
| Giocatore             | Presenze      | Reti          | Ammonizioni   | Espulsioni    | Presenze              | Reti                  | Ammonizioni           | Espulsioni            | Presenze          | Reti              | Ammonizioni       | Espulsioni        | Presenze | Reti   | Ammonizioni | Espulsioni |
| --------------------- | ------------- | ------------- | ------------- | ------------- | --------------------- | --------------------- | --------------------- | --------------------- | ----------------- | ----------------- | ----------------- | ----------------- | -------- | ------ | ----------- | ---------- |
| D. Bartel             | 10            | 2             | 1             | 0             | 0                     | 0                     | 0                     | 0                     | 1                 | 1                 | 0                 | 0                 | 11       | 3      | 1           | 0          |
| E. Berlau-Kirschstein | 29            | 1             | 1             | 0             | 2                     | 0                     | 0                     | 0                     | 2                 | 0                 | 0                 | 0                 | 33       | 1      | 1           | 0          |
| F. Beyer              | 1             | 0             | 0             | 0             | 0                     | 0                     | 0                     | 0                     | 0                 | 0                 | 0                 | 0                 | 1        | 0      | 0           | 0          |
| S. Bönighausen        | 25            | 2             | 5             | 0             | 0                     | 0                     | 0                     | 0                     | 2                 | 0                 | 0                 | 0                 | 27       | 2      | 5           | 0          |
| K. Diemand            | 26            | 6             | 0             | 0             | 1                     | 0                     | 0                     | 0                     | 2                 | 1                 | 0                 | 0                 | 29       | 7      | 0           | 0          |
| D. Drescher           | 24            | 4             | 2             | 0             | 1                     | 0                     | 0                     | 0                     | 1                 | 0                 | 0                 | 0                 | 26       | 4      | 2           | 0          |
| K. Gundersdorff       | 12            | 0             | 0             | 0             | 2                     | 0                     | 0                     | 0                     | 1                 | 0                 | 0                 | 0                 | 15       | 0      | 0           | 0          |
| M. Herget             | 37            | 16            | 5             | 0             | 2                     | 0                     | 1                     | 0                     | 2                 | 0                 | 0                 | 0                 | 41       | 16     | 6           | 0          |
| F. Herrndorf          | 13            | 0             | 0             | 0             | 0                     | 0                     | 0                     | 0                     | 2                 | 0                 | 0                 | 0                 | 15       | 0      | 0           | 0          |
| J. Kaminsky           | 29            | 6             | 2             | 1             | 2                     | 0                     | 0                     | 0                     | 2                 | 0                 | 0                 | 0                 | 33       | 6      | 2           | 1          |
| U. Klausmann          | 36            | 3             | 2             | 0             | 2                     | 0                     | 1                     | 0                     | 2                 | 0                 | 0                 | 0                 | 40       | 3      | 3           | 0          |
| D. Klinger            | 35            | 1             | 3             | 1             | 1                     | 0                     | 1                     | 0                     | 1                 | 0                 | 0                 | 0                 | 37       | 1      | 4           | 1          |
| W. Lippens            | 29            | 14            | 2             | 0             | 2                     | 0                     | 0                     | 0                     | 0                 | 0                 | 0                 | 0                 | 31       | 14     | 2           | 0          |
| M. Mannebach          | 37            | 8             | 3             | 0             | 2                     | 0                     | 0                     | 0                     | 1                 | 0                 | 0                 | 0                 | 40       | 8      | 3           | 0          |
| K. Meininger          | 33            | 14            | 0             | 0             | 2                     | 1                     | 0                     | 0                     | 2                 | 0                 | 0                 | 0                 | 37       | 15     | 0           | 0          |
| F. Mill               | 25            | 16            | 4             | 0             | 2                     | 3                     | 0                     | 0                     | 2                 | 0                 | 0                 | 0                 | 29       | 19     | 4           | 0          |
| V. Saric              | 23            | 0             | 2             | 0             | 0                     | 0                     | 0                     | 0                     | 0                 | 0                 | 0                 | 0                 | 23       | 0      | 2           | 0          |
| D. Schneider          | 25            | 0             | 0             | 0             | 2                     | 0                     | 0                     | 0                     | 0                 | 0                 | 0                 | 0                 | 27       | 0      | 0           | 0          |
| J. Sekula             | 15            | 2             | 2             | 0             | 0                     | 0                     | 0                     | 0                     | 1                 | 0                 | 1                 | 0                 | 16       | 2      | 3           | 0          |
| D. Wiemers            | 13            | 1             | 2             | 0             | 2                     | 0                     | 0                     | 0                     | 0                 | 0                 | 0                 | 0                 | 15       | 1      | 2           | 0          |